# 平城村
平城村（へいじょうむら）は奈良県北西部、生駒郡に属していた村。現在は奈良市の北部、登美ヶ丘（西登美ヶ丘全域と中登美ヶ丘4・5丁目は旧富雄町域）や平城ニュータウンの区域に相当する。

## 歴史
- 1889年（明治22年）4月1日 - 町村制の施行により、添下郡 押熊村, 中山村, 歌姫村, 山陵村, 秋篠村が合併し平城村が成立。
- 1897年（明治30年）4月1日 - 所属郡を生駒郡に変更。
- 1951年（昭和26年）3月15日 - 奈良市に編入され、消滅。

## 地域

### 大字
参考資料は明治41年9月調査 奈良県生駒郡平城村是及び旧平城村大字称呼改称の件 -奈良市例規集
- 歌姫（）
- 山陵（）
- 押熊（）
- 中山（）
- 秋篠（）

## 交通

### 鉄道
- 奈良電気鉄道本線（現・近鉄京都線）
  - 平城駅

現在は近鉄京都線に高の原駅が、近鉄けいはんな線（2006年開通）に学研奈良登美ヶ丘駅がそれぞれ旧村域に所在するが、当時は未開業。

### 道路
- 国道も指定県道（現・主要地方道）もなかった。

## 教育施設

### 高等学校
- 平城淑徳高等学校：当村の秋篠あたりに在った[1]